# 포트 아이젠하워
포트 아이젠하워(영어: Fort Eisenhower)는 옛 캠프 고든(영어: Camp Gordon)이자 포트 고든(영어: Fort Gordon)은 미국 조지아주 오거스타에 있는 미국 육군 통신대의 본거지에 해당하는 기지이다. USAG 포트 아이젠하워에서 관리하고 있다.

## 역사

### 제2차 세계 대전

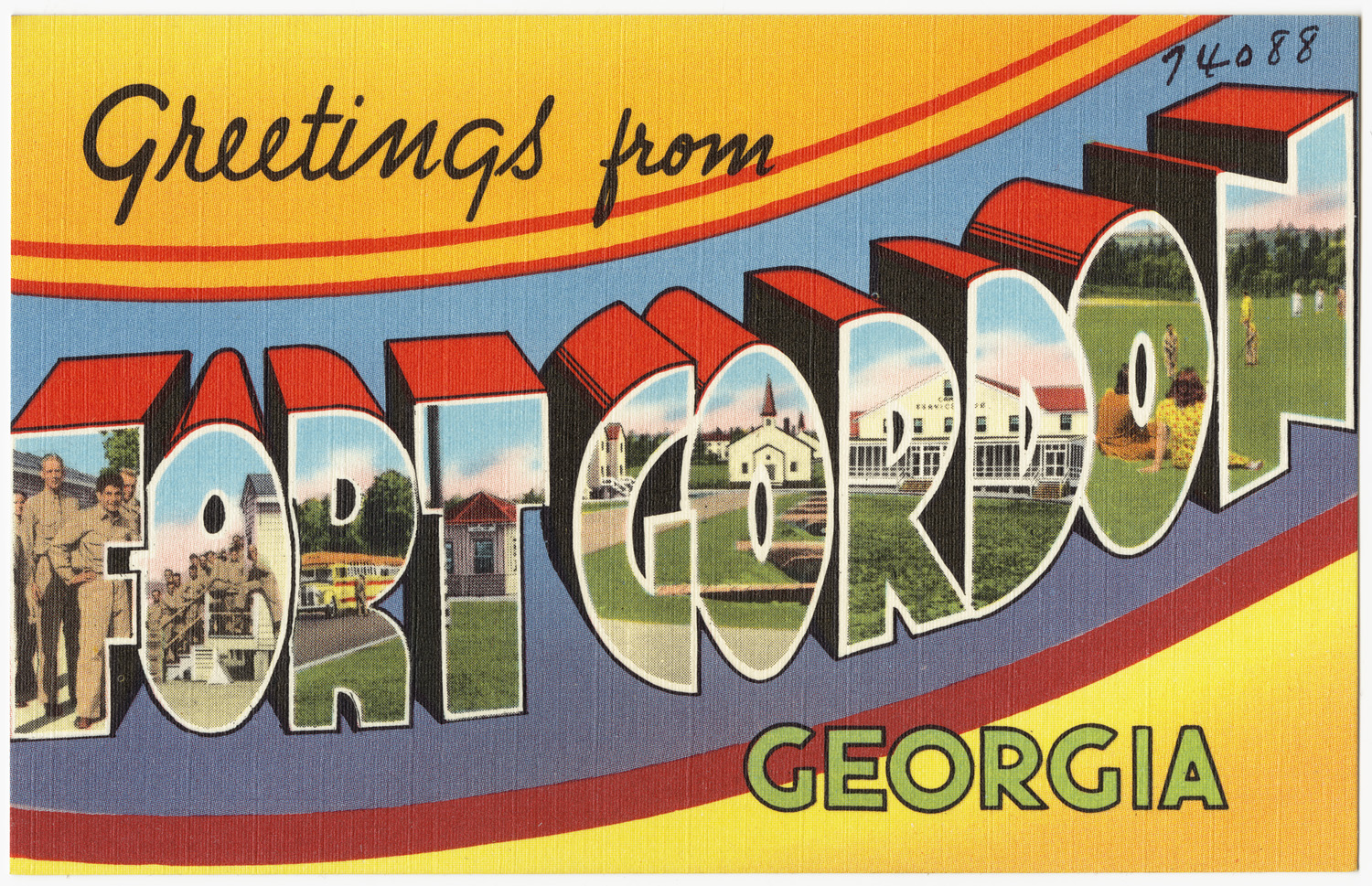
커티 타이크(Curt Teich) 대문자 엽서카드 "Gretting form fort gorden, Georgia" (1943-1945)

제2차 세계 대전의 참전에 앞서 미국 본토 방어 전력을 늘릴 필요성을 검토하였고. 곧 계획을 집행하였다. 미국 전쟁부는 조지아주 리치먼드군에 있는 오거스타 근처에 시설 건설 안건의 계약을 승인하였다. 캠프 고든은 1941년 7월에 사단 훈련 캠프로서 건설되었다. 
미국이 제2차 세계 대전에 참전하게 된 무렵인 1941년 12월에 제4보병사단이 캠프 브래그에서 건너왔다. 사단은 이듬해의 1942년 여름에 노스캐롤라이나주 남쪽, 사우스캐롤라이나주 북쪽에서 진행된 있었던 케롤라이나 기동 기동부대 교리 검증을 위한 대규모 야전훈련연습에 참가한 뒤, 이듬해 1943년 4월 12일에 뉴저지주의 포트 딕스로 건너갔다.

### 전쟁 이후
1946년 초부터 1947년까지의 짦은 6개월 동안, 범죄를 저지른 군인들의 격리막사로 쓰였고, 캠프는 전시 동원을 위한 훈련시설이었기에 용도를 끝낸 뒤에는 원래대로라면 폐쇄될 예정이었다.
1948년 9월에 펜실베이니아주 칼라일 막사에서 군사경찰학교가 캠프 고든으로 이전하였고, 다음달 10월에는 미국 육군 통신대의 훈련소가 설치되었다.
1956년 3월 21일, 미국 육군부에서 캠프 고든의 지위를 승격하므로서 영구적인 군사 시설인 포트 고든으로 개명되었다.

### 베트남 전쟁
1950년부대터 1970년대까지 제3군의 기초전투훈련소가 설치되었다. 그동안에 1967년부터 1969년까지 포트 한구석에 베트남에 배치될 공수부대원들과 특전부대원들을 위해 현지 환경에 적응하는 훈련을 하는 캠프 크로켓이 잠시동안 운영되었다.

### 미국 육군 통신대의 거점화

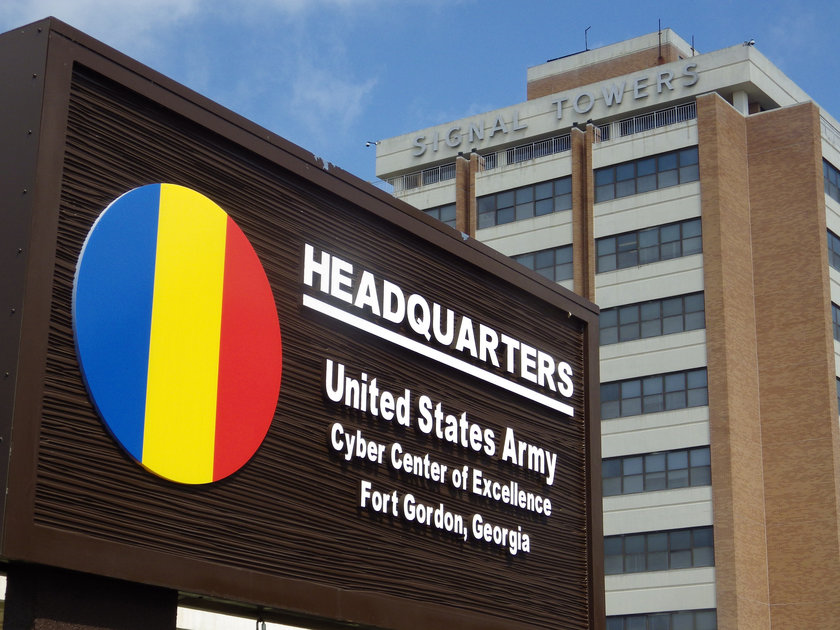
시그널 타워스, 훈련교리사령부의 통신대의 교육훈련을 위한 빌딩. (포트 고든 시절, 2015년 8월 19일 촬영)

1974년, 뉴저지주 포트 몬머스에서 포트 고든으로 통신대의 모든 교육 훈련 과정이 통합하기로 함에 통신학교가 이전하고 통신학교 및 센터로 개편되었다. 그리고 군사경찰학교는 앨라배마주 포트 맥클렐런, 민사학교는 노스캐롤라이나주 포트 브래그으로 이전하였다. 1986년부터 포트 고든은 통신대 연대의 거점으로 지정되었다.

### 개명

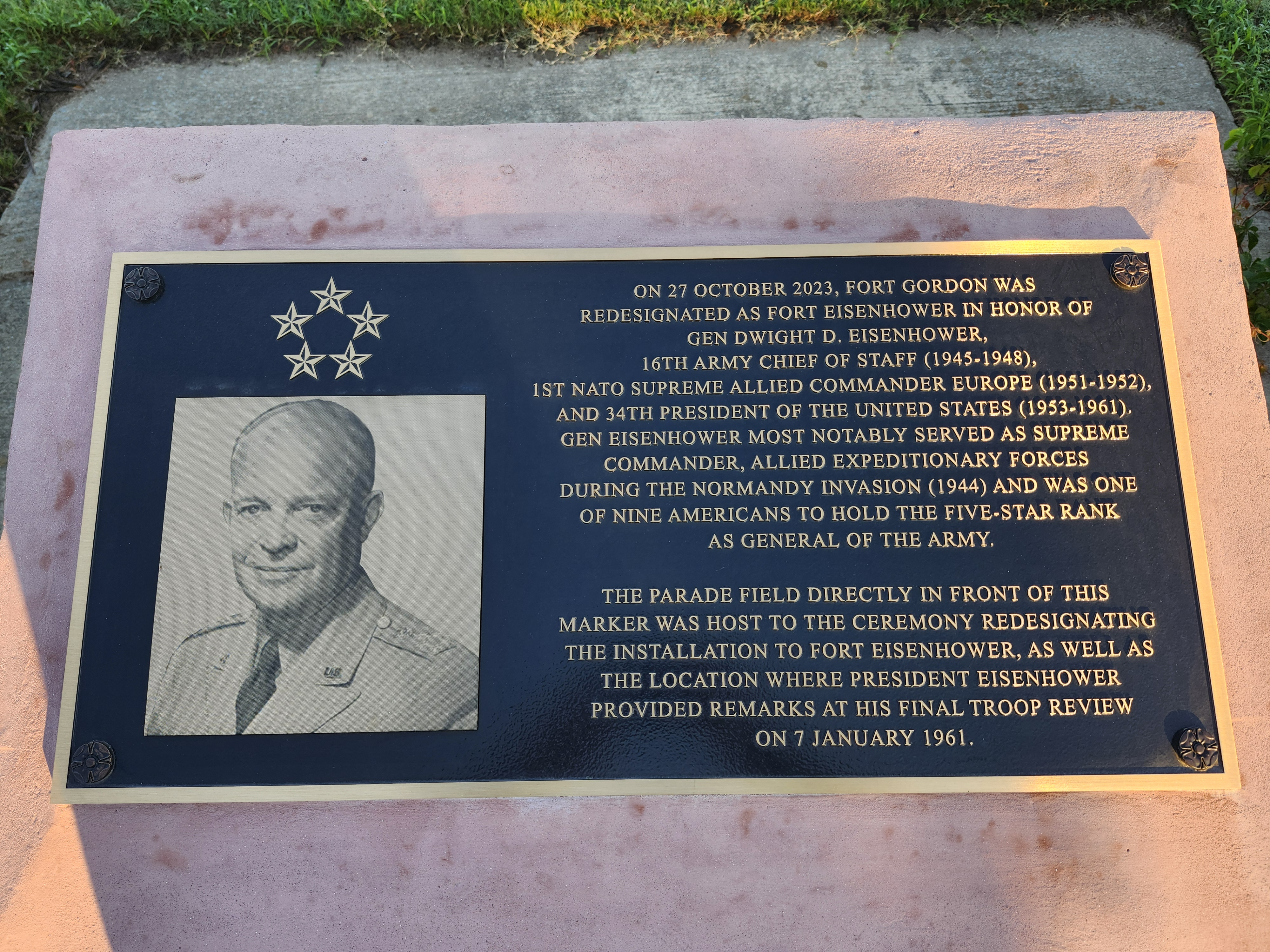
조지아주 포트 아이젠하워 사이버 CoE 근처의 프리덤 공원에 설치된 포트 아이젠하워 명판 (2024년 6월 11일 촬영)

2024년, 개명위원회의 권고에 따라 미국 육군 원수이자 제34대 미국 대통령을 지낸 드와이트 D. 아이젠하워의 성씨를 채용하였다.

## 세입 조직

### 미국 육군

#### 기관
- 드와이트 D. 아이젠하워 육군의료소 (DDEAMC)
- 사이버 CoE
  - 미국 육군 사이버학교
  - 미국 육군 통신학교
  - 부사관학교

#### 부대
- 육군사이버사령부
  - 육군 사이버/사이버 합동군 본부 (ARCYBER/JFHQ-C)
  - 사이버방호여단
- 제15통신여단
  - 제369통신대대
  - 제401통신대대 (사이버)
  - 제442통신대대
  - 제551통신대대
  - 아이젠하워 병기훈련분견대 (제59병기여단 소속 제73병기대대)
  - 제518통신중대 (TIN)
- 제525대대 (PED)

- 제706군사정보단
  - 제707군사정보대대

- 제7통신사령부
- 제782군사정보대대

- 제116군사정보여단
- 제199군사정보중대
- 제513군사정보여단
- 제202군사정보대대
- 제297군사정보대대
- 제303군사정보대대 B중대
- 제319군사정보대대 B중대
- 제502군사정보대대 B중대
- 제35군사경찰분견대
- 치의사령부

### 미국 해군
- 조지아 해군정보작전사령부 (NIOC-Georgia)

### 미국 공군
- 제480정보감시정찰전대(480th ISR Group)
  - 제3정보대대
  - 제31정보대대
  - 제451정보대대
- 제139정보대대 (조지아 공군 국가방위대)
- 제315사이버작전대대 3분견대

### 미국 해병대
- 해병지원대대, D중대 (해병대 정보처)
- 해병대 분견대